# معركة خليج مانيلا

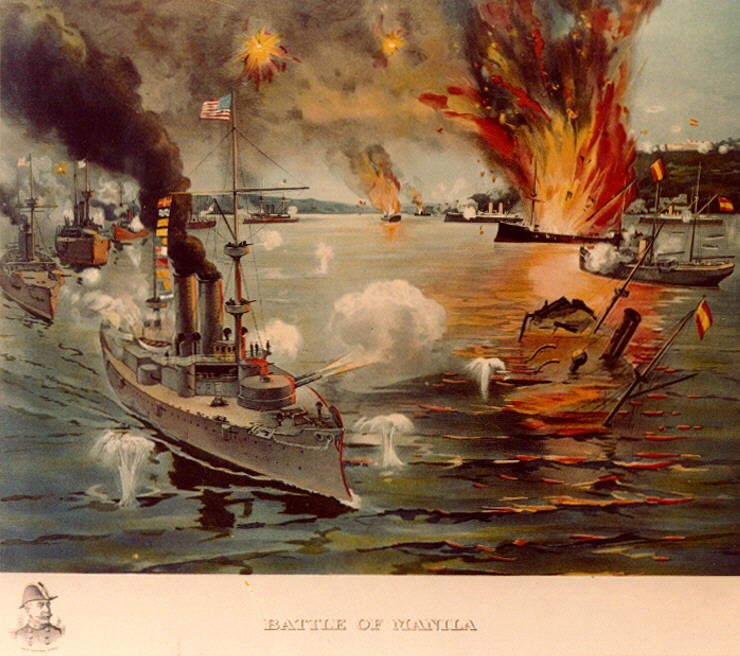
الصورة تتمثل بمعركة شرسة

وقعت معركة خليج مانيلا، وتُعرف أيضًا بمعركة كاويته، في الأول من مايو من عام 1898، في إبان الحرب الإسبانية الأمريكية. اشتبكَ السرب الأمريكي الآسيوي تحت قيادة العميد جورج ديوي مع السرب الإسباني الهادئي تحت قيادة الكونترالميرانتي (اللواء) باتريثيو مونتوهو ودمّره. وقعت المعركة في خليج مانيلا في الفلبين، وكانت أول اشتباك كبير في الحرب الإسبانية الأمريكية. كانت المعركة واحدة من أكثر المعارك البحرية مصيريةً في التاريخ وحددت نهاية فترة الاستعمار الإسباني في تاريخ الفلبين.
تفاقمت التوترات بين إسبانيا والولايات المتحدة بسبب سلوك الإسبان خلال جهودهم لقمع حرب الاستقلال الكوبية، فاهتاج الكثير من الأمريكيين إزاء التقارير المزورة تزييفًا كبيرًا للفظائع الإسبانية بحق السكان الكوبيين. في يناير من عام 1898، خشية على مصير المصالح الأمريكية في كوبا بسبب الحرب، أُرسل طراد يو إس إس مين لحمايتها. بعد أقل من شهر، انفجرَ الطراد بينما كان راسيًا في ميناء هافانا، ما أسفر عن مقتل 261 بحارًا على متنه وتأجيج الرأي العام الأمريكي، بعد أن صُورت إسبانيا على أنها الجاني في وسائل الإعلام الأمريكية بصرف النظر عن المصدر الحقيقي للانفجار. أُعلنت الحرب بعد شهرين.
عقب اندلاع الحرب، أدرك الأمريكيون أن هزيمة سرب إسباني كبير ثم التمركُز في الفلبين أمر ضروري لضمان النصر في الحرب. أُرسل السرب الأمريكي الآسيوي بقيادة ديوي، وهو محارب قديم من محاربي الحرب الأهلية الأمريكية، لضمان النجاح. في الأول من مايو، انطلق السرب الأمريكي إلى خليج مانيلا للاشتباك مع الإسبان. قدم الإسبان دفاعًا يائسًا ضد الأمريكيين مدركين تفوقهم في شدة النيران تفوقًا لا أمل فيه. لم تكن المعركة منافَسة بالمعنى الفعلي، فقد ضمنت القِذافة والملاحة البحريتين الأمريكيتين المتفوقتين أن الأسطول الإسباني سيغرق بأكمله بأقل الخسائر بالنسبة للأمريكيين، الذين لم يُعانوا إلا عشر إصابات بالمجمل. بعد أن أدركوا أن المعركة ميؤوس منها، أمر مونتوهو بأن يجري إغراق طرادَيه المحميين لضمان ألا يقعا في أيدي الأمريكيين. ما زالت المعركة واحدة من أهم المعارك البحرية في التاريخ البحري الأمريكي.

## توطئة
خشي الأمريكيون القاطنون على الساحل الغربي للولايات المتحدة قيام هجوم إسباني عند نشوب الحرب الإسبانية الأمريكية. لم يقف بينهم وبين الأسطول الإسباني القوي إلا عدد قليل من السفن الحربية خاصة البحرية الأمريكية بقيادة الطراد يو إس إس أوليمبيا. لكن عمليًا، كان الطراد أوليمبيا أكثر تفوقًا بكثير من الأسطول الإسباني الاستعماري، كما أظهرت المعركة.
كان الأميرال مونتوهو، وهو ضابط بحري إسباني محترف أُرسل على عجلٍ إلى الفلبين، مُجهزًا بتشكيلة من السفن البالية. كانت الجهود المبذولة لتعزيز موقفه لا يُعتد بها. أشارت الاستراتيجية التي تبنتها البيروقراطية الإسبانية إلى أنهم عاجزون عن كسب الحرب ورأت أن المقاومة ليست أكثر من مجرد تمرين لحفظ ماء الوجه. عملت إجراءات الإدارة ضد هذا المجهود، ذلك أنها أرسلت متفجرات مخصصة للألغام البحرية إلى شركات البناء المدنية في حين كان الأسطول الإسباني في مانيلا يعاني من نقص شديد في طاقم البحارة عديمي الخبرة الذين لم يتلقوا أي تدريب لأكثر من عام. أسفرت التعزيزات الموعودة من مدريد عن إرسال طرادات استكشافية رديئة التصفيح بينما نقلت السلطات في الوقت نفسه سربًا من أسطول مانيلا تحت قيادة الأميرال باسكوال سيرفيرا لتعزيز منطقة البحر الكاريبي. كان الأميرال مونتوهو قد أراد في الأصل مواجهة الأمريكيين في خليج سوبيك، إلى الشمال الغربي من خليج مانيلا، لكنه تخلى عن تلك الفكرة وقتما عرف أن الألغام المخططة والدفاعات الساحلية كانت مفقودة وقد بدأ الطراد كاستيلا بالتسريب. ضاعف مونتوهو مشاقّه عبر موضعة سفنه خارج مدى المدفعية الساحلية الإسبانية (الأمر الذي ربما كافأ الفرص) واختيار مرسًى ضحل نسبيًا. بدا أن نيته كانت تجنيب مانيلا القصف والسماح لأي ناجين من أسطوله بالسباحة إلى بر الأمان. كان الميناء محميًا بستِ بطاريات ساحلية وثلاثة حصون تبيّن خلال المعركة أن نيرانها غير فعالة. كان حصن سان أنطونيو أباد الوحيد الذي امتلكَ مدافع ذات مدًى كافٍ للوصول إلى الأسطول الأمريكي، لكن ديوي لم يدخل مداها قط أثناء المعركة.
تألف السرب الإسباني من سبع سفن: الطراد رينا كريستينا (بارجة الأميرال)، وكاستيلا، ودون خوان دي أوستريا، ودون أنتونيو دي يوا، وإيزلا دي لوثون، وإيزلا دي كوبا، وزورق المدفعية ماركيز ديل دويرو. كانت جودة السفن الإسبانية أدنى من نظيرتها الأمريكية: كانت الكاستيلا غير مزودة بالطاقة وتوجَّب قطرُها عبر السفينة الناقلة مانيلا. في 25 أبريل، غادر السرب خليج مانيلا قاصدًا ميناء سوبيك، منتويًا تنصيب نقطة دفاع هناك. كان السرب معتمدًا على بطارية ساحلية كان مقررًا تنصيبها على إيزلا غراندي. في 28 أبريل، قبل أن يتمكنوا من إتمام ذلك التنصيب، وصلت برقية من القنصلية الإسبانية في هونغ كونغ حاملة معلومات مفادها أن السرب الأمريكي قد غادر هونغ كونغ قاصدًا سوبيك بهدف تدمير السرب الإسباني وناويًا المتابعة من هناك إلى مانيلا. شعر مجلس القادة الإسباني، باستثناء قائد سوبيك، أن الدفاع عن سوبيك لم يكن ممكنًا وفقًا للحالة الراهنة، وأنه ينبغي إعادة السرب إلى مانيلا، وموضعته في مياه ضحلة كي يصير من الممكن تجنيح السفينة لإنقاذ حيوات الطواقم باعتبار ذلك ملاذًا أخيرًا. غادر السرب سوبيك في الساعة 10:30 ص في 29 أبريل. كانت مانيلا القاطرةُ كاستيلا آخر من وصل إلى خليج مانيلا في منتصف الليل.

## المعركة
في الساعة السابعة بعد الظهر من يوم 30 أبريل، أُعلم مونتوهو بأن سفن ديوي قد شوهدت في خليج سوبيك في تلك الظهيرة. لكون الأجانب بعتبرون خليج مانيلا غير قابل للملاحة في الليل، توقع مونتوهو هجومًا في الصباح التالي. لكن أوسكار إف. ويليامز، قنصل الولايات المتحدة في مانيلا، كان قد زوّد ديوي بمعلومات مفصّلة عن حالة الدفاعات الإسبانية ونقص الجهوزية في الإسطول الإسباني. مستندًا بصورة جزئية إلى هذه المعلومات الاستخباراتية، قاد ديوي - الذي انطلق على متن سفينة أوليمبيا - سربه إلى خليج مانيلا في منتصف ليل 30 أبريل.